# Witkoppissebed
De witkoppissebed (Jaera albifrons) is een pissebeddensoort uit de familie van de Janiridae. De wetenschappelijke naam van de soort is voor het eerst geldig gepubliceerd in 1814 door William Elford Leach.